# Liste der Bodendenkmäler in Germaringen
Auf dieser Seite sind die Bodendenkmäler in der schwäbischen Gemeinde Germaringen zusammengestellt. Diese Tabelle ist eine Teilliste der Liste der Bodendenkmäler in Bayern. Grundlage ist die Bayerische Denkmalliste, die auf Basis des Bayerischen Denkmalschutzgesetzes vom 1. Oktober 1973 erstmals erstellt wurde und seither durch das Bayerische Landesamt für Denkmalpflege geführt wird. Die folgenden Angaben ersetzen nicht die rechtsverbindliche Auskunft der Denkmalschutzbehörde.

## Bodendenkmäler in Germaringen
| Lage       | Objekt                                                                                      | Akten-Nr.     | Bild |
| ---------- | ------------------------------------------------------------------------------------------- | ------------- | ---- |
| (Standort) | Siedlung der römischen Kaiserzeit.                                                          | D-7-8030-0006 |      |
| (Standort) | Grabhügel der Hallstattzeit.                                                                | D-7-8030-0020 |      |
| (Standort) | Mittelalterlicher Burgstall.                                                                | D-7-8030-0028 |      |
| (Standort) | Siedlung der römischen Kaiserzeit.                                                          | D-7-8030-0029 |      |
| (Standort) | Siedlung und Reihengräberfeld des Frühmittelalters.                                         | D-7-8030-0031 |      |
| (Standort) | Vorgeschichtlicher Opferplatz.                                                              | D-7-8030-0033 |      |
| (Standort) | Frühmittelalterliches Reihengräberfeld.                                                     | D-7-8030-0034 |      |
| (Standort) | Grabhügel vorgeschichtlicher Zeitstellung.                                                  | D-7-8030-0065 |      |
| (Standort) | Grabhügel vorgeschichtlicher Zeitstellung.                                                  | D-7-8030-0066 |      |
| (Standort) | Erdwerk vor- und frühgeschichtlicher Zeitstellung.                                          | D-7-8030-0083 |      |
| (Standort) | Mittelalterliche und frühneuzeitliche Befunde im Bereich der Kath. Pfarrkirche St. Michael. | D-7-8030-0085 |      |
| (Standort) | Mittelalterliche und frühneuzeitliche Befunde im Bereich der Kath. Filialkirche St. Georg.  | D-7-8030-0086 |      |
| (Standort) | Mittelalterliche und frühneuzeitliche Befunde im Bereich der Kath. Pfarrkirche St. Johannes | D-7-8030-0089 |      |
| (Standort) | Mittelalterliche und frühneuzeitliche Befunde im Bereich der Kath. Pfarrkirche St. Jakobus  | D-7-8030-0090 |      |